# Det perfekta tomrummet
Det perfekta tomrummet, Stanisław Lems samling av bokrecensioner. Det speciella är att ingen av böckerna han skriver om finns på riktigt, alla är påhittade för denna boks skull. Den är inte i tryck längre, och det enda sättet att få tag på en svenskspråkig översättning är att gå till ett bibliotek.